# Călăraşi (Dolj)
Călăraşi es una comuna ubicada en el distrito de Dolj, Rumania.

## Superficie
Posee una superficie de 87,74 kilómetros cuadrados.

## Demografía
Hasta 2021 la población era de 5195 habitantes, con una densidad de población de 59,21 habitantes por kilómetro cuadrado.